# Zona de Seguridad de Nankín

La bandera de la Alemania Nazi, bajo el cual la administración de la Zona de Seguridad aprovechaba su inmunidad diplomática, como miembro del pacto Antikomintern, para dar refugio a los chinos.

La Zona de Seguridad de Nankín (en chino mandarín: 南京 安全 區; pinyin: Nánjīng Anquán Qǖ; en japonés: 南京 安全 区, Nankin Anzenku o 南京 安全 地 帯, Nankin Anzenchitai) era una zona desmilitarizada para los civiles chinos establecida en vísperas del avance japonés en la batalla de Nankín (13 de diciembre de 1937). Siguiendo el ejemplo del padre jesuita Robert Jacquinot de Besange en Shanghái, los extranjeros en Nankín crearon la Zona de Seguridad, gestionada por el Comité Internacional para la Zona de Seguridad de Nankín dirigido por el empresario alemán y miembro del partido nacionalsocialista, John Rabe. La zona y las actividades del Comité Internacional fueron responsables de proteger a 250.000 civiles chinos de la muerte y la violencia durante la masacre de Nankín.

## Evacuación de Nankín
Muchos occidentales vivían en la ciudad en ese momento, realizando actividades comerciales o en viajes misioneros. Cuando el ejército imperial japonés comenzó a acercarse a la entonces capital de la República de China, el gobierno de Chiang Kai-shek partió y se trasladó a la capital de transición de Hankow. La mayoría de los extranjeros en Nankín también huyeron de la ciudad. Sin embargo, un pequeño número de occidentales decidió quedarse. No está claro exactamente cuántos occidentales se quedaron atrás y quiénes eran. El número reportado varía de 20 a 30. David Askew ha analizado varias fuentes que brindan diferentes números de extranjeros que permanecen en la ciudad en diferentes fechas. Según Askew, la mejor estimación parece ser que había 27 extranjeros en la ciudad, cinco de los cuales eran periodistas que abandonaron la ciudad el 16 de diciembre, pocos días después de que cayera en manos del ejército japonés.
Aparte de estos cinco periodistas, los otros occidentales que permanecieron en Nankín eran empresarios, médicos y misioneros. Casi todos ellos eran miembros del Comité Internacional para la Zona de Seguridad de Nankín o del Comité internacional de la Cruz Roja de Nankín.

## Establecimiento

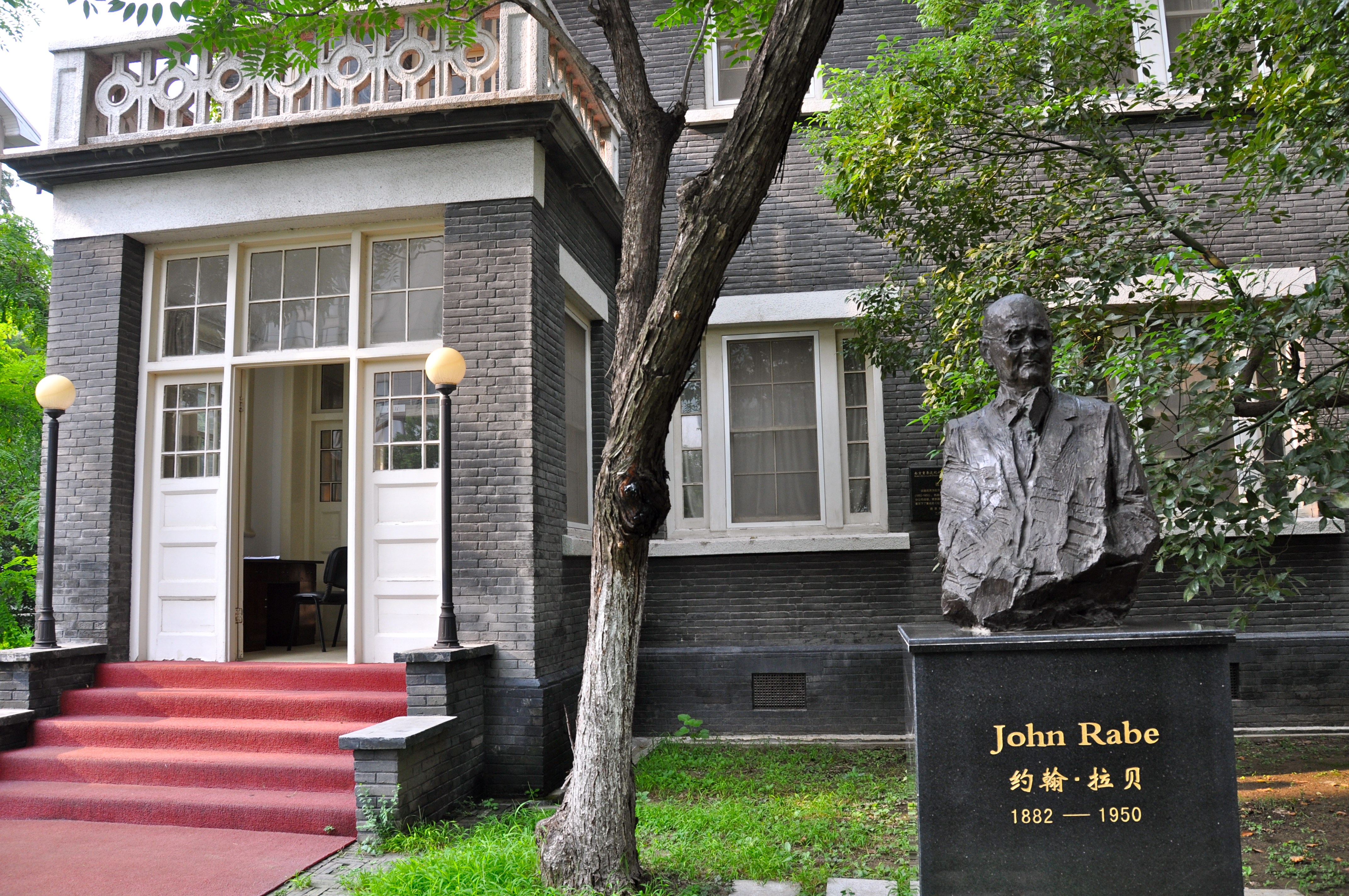
La casa de John Rabe, dentro de la zona de seguridad de Nankín.

Los occidentales que se quedaron atrás establecieron la Zona de Seguridad de Nankín, que estaba compuesta por una veintena de campamentos de refugiados que ocupaban un área de aproximadamente 3,4 millas2 (8,6 km²). La Zona de Seguridad estaba bordeada por carreteras en los cuatro lados, y tenía un área de aproximadamente 3,86 km², con 25 campos de refugiados centrados alrededor de la Embajada de los Estados Unidos.
Para coordinar sus esfuerzos, los occidentales formaron un comité, llamado Comité Internacional para la Zona de Seguridad de Nankín. El empresario alemán John Rabe fue elegido líder, en parte por su condición de miembro del partido nazi y la existencia del Pacto Antikomintern entre la Alemania nazi y el Imperio del Japón. El Comité Internacional para la Zona de Seguridad de Nankín se formó el 22 de noviembre de 1937.

### Reconocimiento
La ciudad de Nankín afirmó la existencia de la Zona de Seguridad, envió dinero en efectivo y alimentos, y personal de seguridad en la zona. El 1 de diciembre de 1937, el alcalde de Nankín, Ma Chao-chun, ordenó a todos los ciudadanos chinos que quedaban en Nankín que se trasladaran a la "Zona de seguridad" y luego huyeran de la ciudad.
El ejército imperial japonés no reconoció su existencia, pero acordó no atacar partes de la ciudad que no contuvieran fuerzas del Ejército Nacional Revolucionario. Los miembros del Comité Internacional para la Zona de Seguridad de Nankín lograron persuadir al gobierno chino de sacar todas sus tropas del área.
Según Miner Searle Bates, uno de los misioneros estadounidenses, "las autoridades chinas estuvieron de acuerdo con la idea de la Zona, aunque los militares naturalmente se mostraron reacios a salir del área antes del último minuto". Bates describió la posición japonesa sobre la Zona de Seguridad de esta manera: "Las autoridades japonesas nunca reconocieron formalmente la Zona, pero dijeron que no atacarían un área que no estuviera ocupada por tropas chinas. En este estrecho margen de acuerdo, los chinos tuvieron la promesa de evacuar el área y la declaración japonesa de que no atacarían intencionalmente un lugar desocupado, la Zona de Seguridad finalmente fue aprobada."
El ejército imperial japonés no sometió la Zona de Seguridad a bombardeos aéreos concentrados o bombardeos. Solo unos pocos proyectiles cayeron en la Zona durante el asedio, que hirieron a unos 40 refugiados.

## Atrocidades cometidas por el Ejército Imperial Japonés

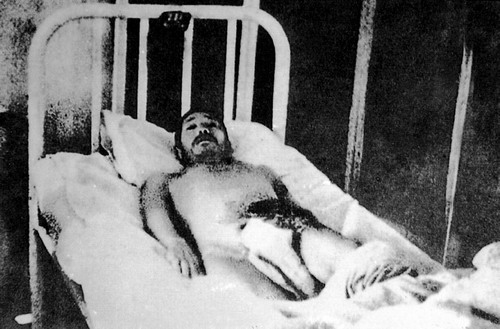
Un agricultor chino herido en el abdomen por ataques japoneses.

Los japoneses respetaron la Zona hasta cierto punto; ningún proyectil entró en esa parte de la ciudad que condujo a la ocupación japonesa, excepto algunos disparos perdidos. Durante el caos que siguió al ataque de la ciudad, algunos murieron en la Zona de Seguridad, pero las atrocidades en el resto de la ciudad fueron mucho mayores según todos los informes.
Los soldados japoneses cometieron atrocidades en la Zona de Seguridad que fueron parte de la Masacre de Nankín, mucho más grande. El Comité Internacional apeló varias veces al ejército japonés, y John Rabe utilizó sus credenciales como miembro del Partido Nazi, pero fue en vano. De vez en cuando, los japoneses entraban a la fuerza en la Zona de Seguridad, se llevaban a unos cientos de hombres y mujeres y los ejecutaban sumariamente o los violaban y luego los mataban. El ejército imperial japonés afirmó que había guerrilleros en la Zona de Seguridad debido a que podía ingresar cualquier persona que no vistiera uniforme.

## Disolución
A finales de enero de 1938, el ejército japonés obligó a todos los refugiados en la Zona de Seguridad a regresar a casa y afirmó haber "restaurado el orden". El 18 de febrero de 1938, el Comité Internacional de la Zona de Seguridad de Nankín pasó a llamarse "Comité Internacional de Rescate de Nankín", y la Zona de Seguridad dejó de funcionar efectivamente. Los últimos campos de refugiados se cerraron en mayo de 1938. A John Rabe y su Comité Internacional se les atribuyó haber salvado entre 200.000 y 250.000 vidas a pesar de la masacre en curso. Después de la partida de George Fitch, Hubert Lafayette Sone fue elegido Director Administrativo del Comité Internacional de Ayuda de Nankín.

## Legado
Antes de la normalización de las relaciones entre la República Popular China y Occidente en octubre de 1971, los occidentales que se quedaron en Nankín para dirigir la Zona de Seguridad de Nankín fueron fuertemente criticados por el gobierno chino. Por ejemplo, un grupo de investigadores de la Universidad de Nankín en la década de 1960 condenó a los miembros de la comunidad occidental en Nankín por hacer la vista gorda a las atrocidades japonesas en la ciudad y abuso de las fuentes primarias para sugerir que los occidentales habían cooperado en la matanza japonesa. A medida que disminuyeron las preocupaciones de los chinos sobre el "imperialismo estadounidense" y que Japón se convirtió en el blanco de la vitriolo oficial (al menos en parte debido al tema altamente politizado y polémico de los libros de texto japoneses), las opiniones en China cambiaron drásticamente. Los occidentales ahora fueron descritos como resistencias activas en lugar de colaboradores activos.
Sin embargo, ciertos autores y políticos japoneses de derecha y nacionalistas afirman que, junto con la Masacre de Nankín, la Zona de Seguridad nunca existió. El museo del Santuario Yasukuni omite cualquier mención de la masacre de Nankín y proclama que "los japoneses establecieron una zona de seguridad para los civiles chinos e hicieron un esfuerzo especial para proteger los sitios históricos y culturales. Dentro de la ciudad, los residentes pudieron vivir una vez más en paz".

## Otras lecturas
- Timothy, Brooks, ed. Documents on the Rape of Nanking, The University of Michigan Press, 2002. (includes a reprint of "Hsu, Shuhsi, Documents of the Nanking Safety Zone, Kelly and Walsh, 1939".)
- Zhang, Kaiyuan, ed. Eyewitnesses to Massacre, An East Gate Book, 2001. (includes documentation of American missionaries; M.S. Bates, George Ashmore Fitch, E.H. Foster, J.G. Magee, J.H. MaCallum, W.P. Mills, L.S.C. Smyth, A.N. Steward, Minnie Vautrin and R.O. Wilson.)  (Google Book version)

- Datos: Q716283
- Multimedia: Nanking Safety Zone / Q716283